# Lonicera chrysantha
Lonicera chrysantha là một loài thực vật có hoa trong họ Kim ngân. Loài này được Turcz. ex Ledeb. mô tả khoa học đầu tiên năm 1844.